# Парусинка
Парусинка — исторический район Ивангорода между рекой Нарвой и деривационным каналом Нарвской ГЭС.

## История
В первой половине XIX века предприниматель Людвиг Штиглиц построил южнее Ивангородской крепости на левом берегу Нарвы деревянную суконную фабрику. В 1842 году фабрика сгорела, но сын Штиглица Александр отстроил её уже из камня, а в 1851 году основал ещё южнее льнопрядильную мануфактуру, поставлявшую для флота парусину, давшую название району. Вскоре напротив фабрик Штиглица на острове Кренгольм другими предпринимателями было основано ещё одно крупное ткацкое производство, Кренгольмская мануфактура. Южнее льнопрядильного производства находится парк усадьбы Штиглица Краморская, где в 1890 году женившийся на наследнице Штиглица госсекретарь Александр Половцев устроил встречу императоров Александра III и Вильгельма II. Деревянное здание усадьбы было утрачено к 1970-х годам, после распада СССР была восстановлена фамильная Троицкая церковь, построенная Александром Кракау.
В 1950-х годах производственные здания суконной мануфактуры были перестроены в многоквартирные дома, газгольдер стал столовой. В те же годы район принял свою окончательную форму, когда от основной территории Ивангорода его отрезал водоподводящий канал Нарвской ГЭС. В постсоветское время здания льнопрядильной мануфактуры заняли разные юридические лица, занимавшиеся производством джута и другого текстиля. Район считается наименее благополучным в городе. В 2010-х годах были проведены историко-культурные экспертизы; комплекс льнопрядильной фабрики, жилых зданий, парка, храма и гидротехнических сооружений получил статус объекта культурного наследия России регионального значения. Потомки Штиглицев организовали фонд «Наследие барона Штиглица», с помощью которого хотят превратить район в музейный и туристический объект. Фонд с помощью Агентства по управлению и использованию памятников архитектуры пытается остановить производства на территории льнопрядильной мануфактуры.
Район соединён с остальной частью Ивангорода автомобильным мостом через деривационный канал, а с Эстонией — пограничным пешеходным мостом 1980 года «Парусинка», через который запрещено проносить коммерческие товары. Из инфраструктуры в Парусинке находятся больница, школа, детский сад, клуб, котельная. Улицы района: Береговая, Котовского, Льнопрядильная, Парковая, Пасторова, Пионерская, Суконная, Текстильщиков.

## Галерея

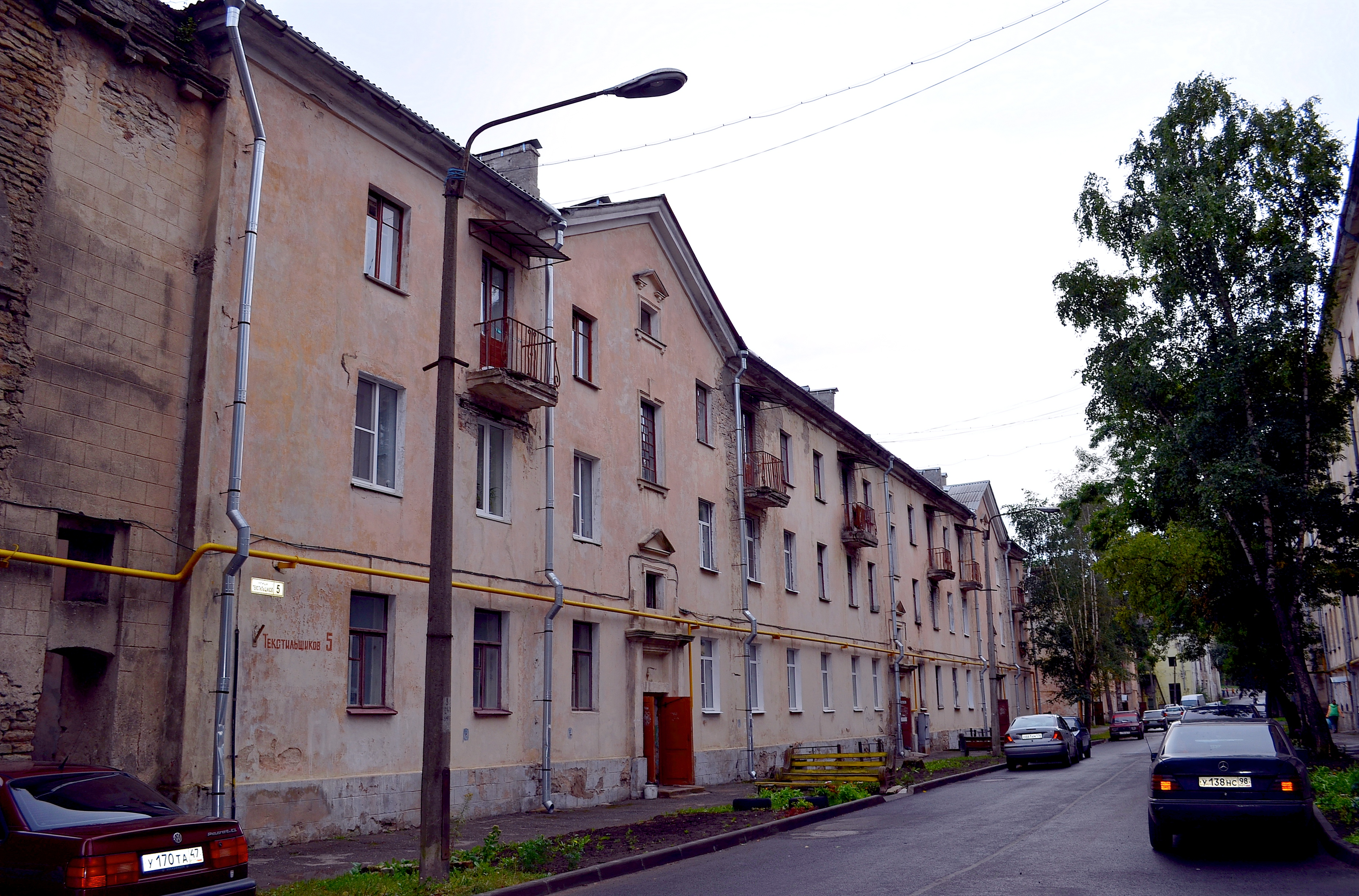
Жилые дома улицы Текстильщиков, перестроенные из зданий суконной мануфактуры
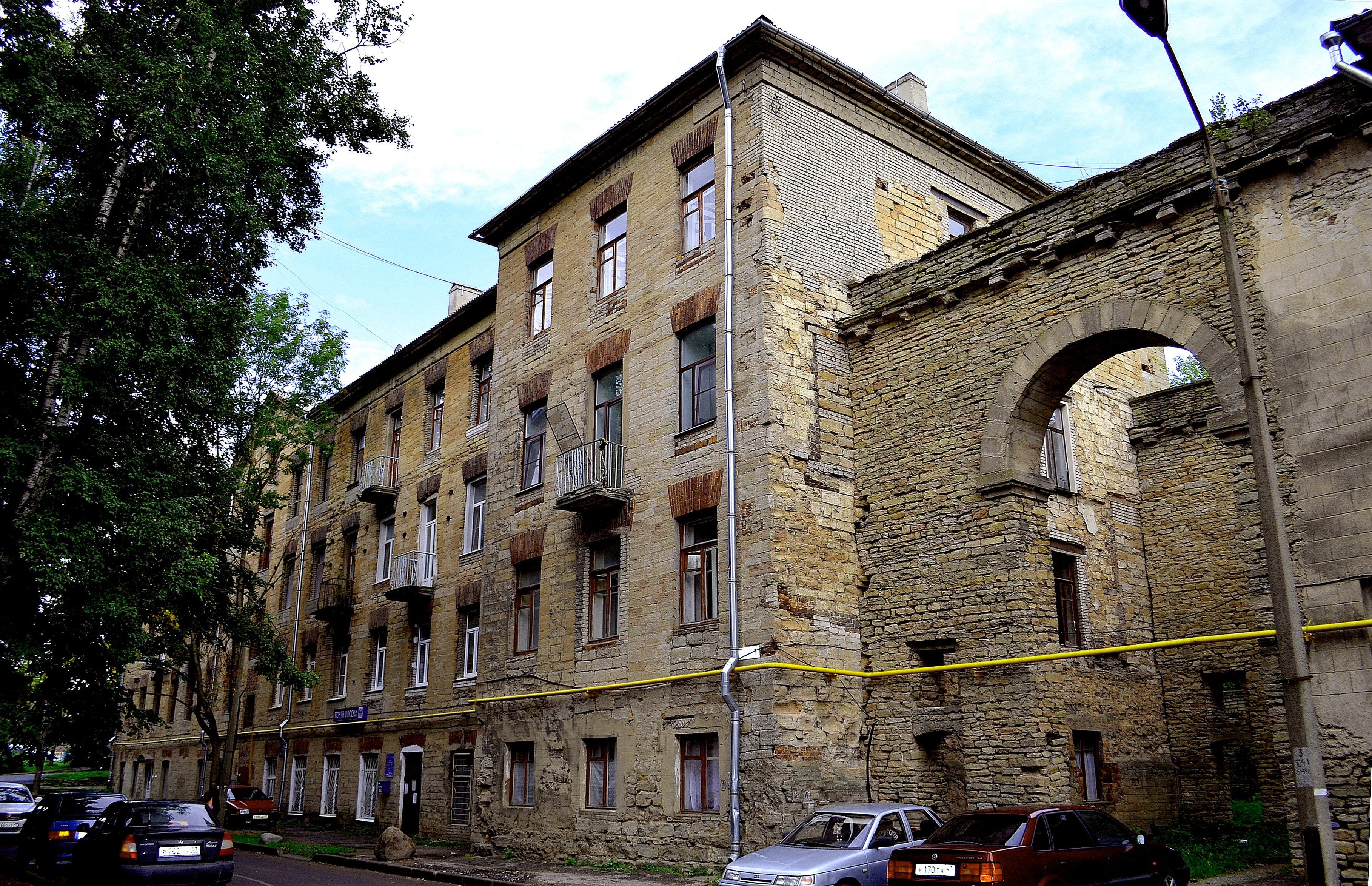
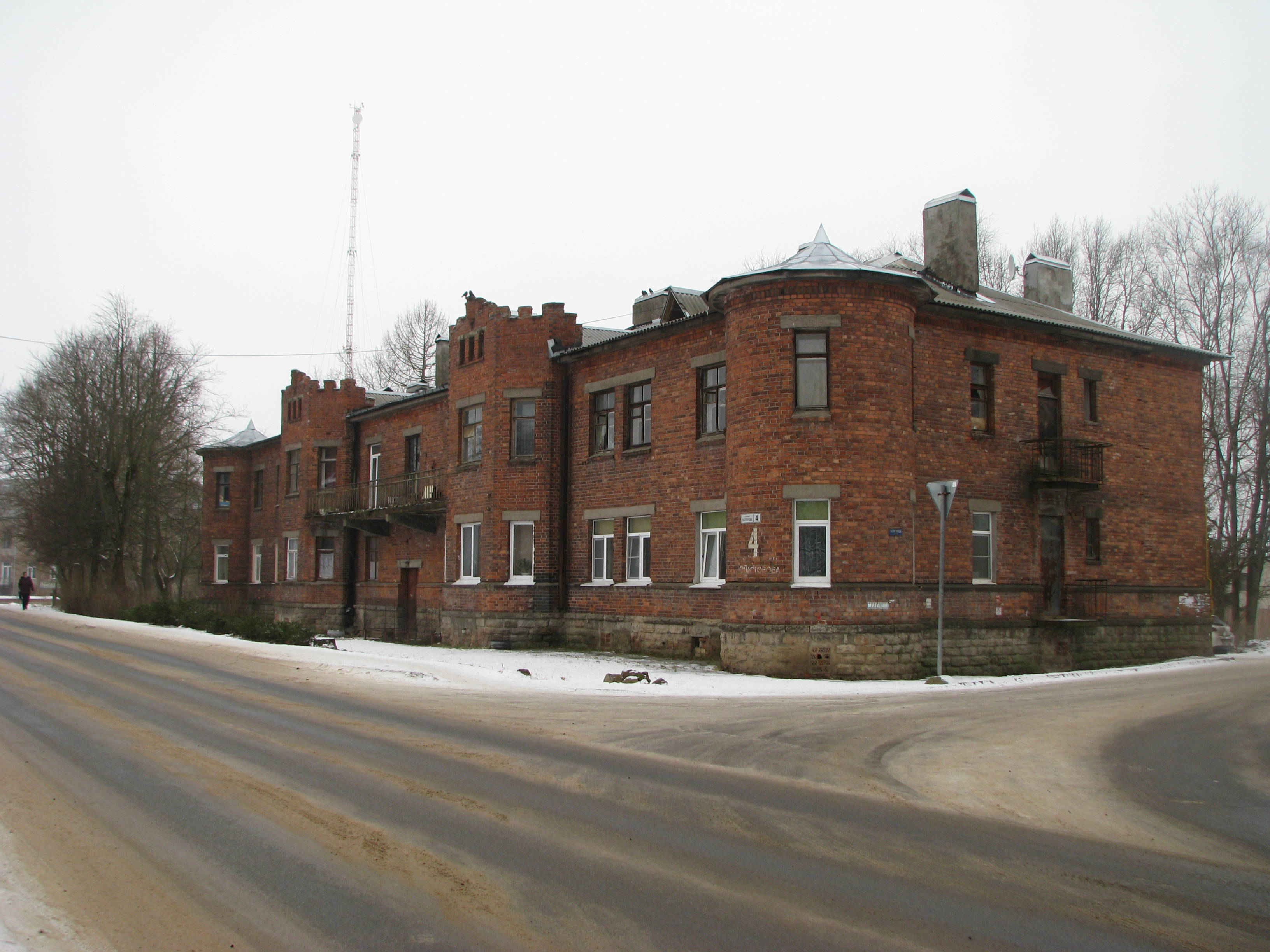
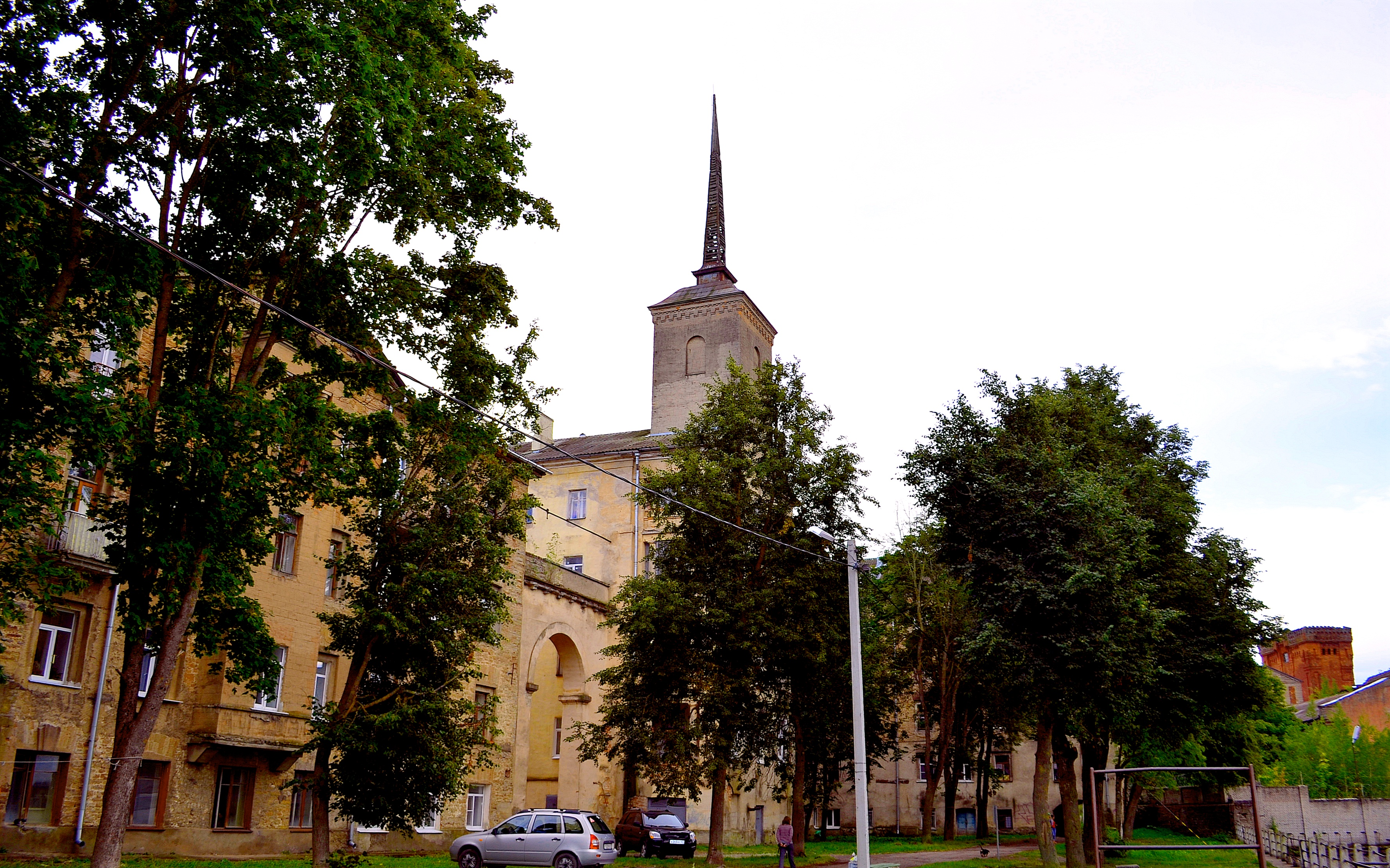
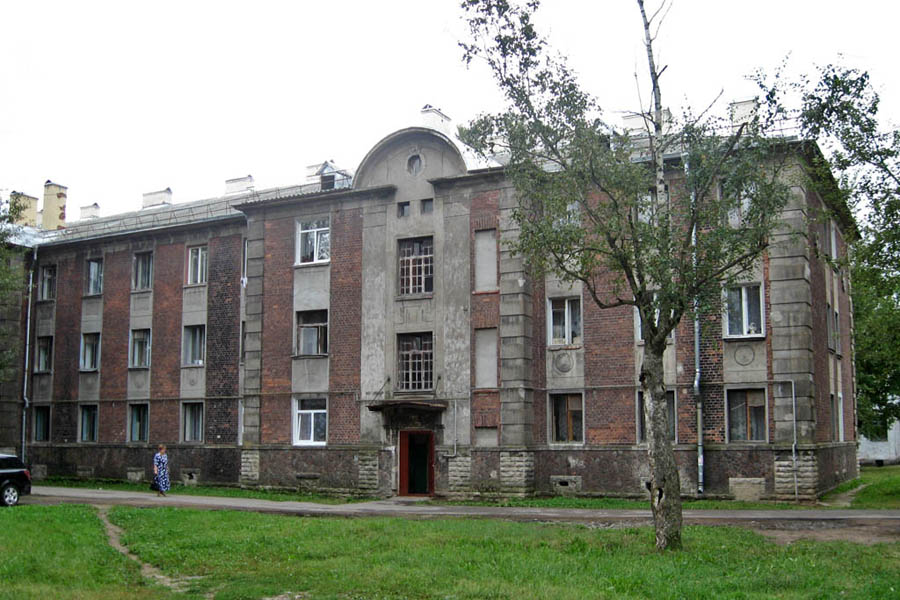
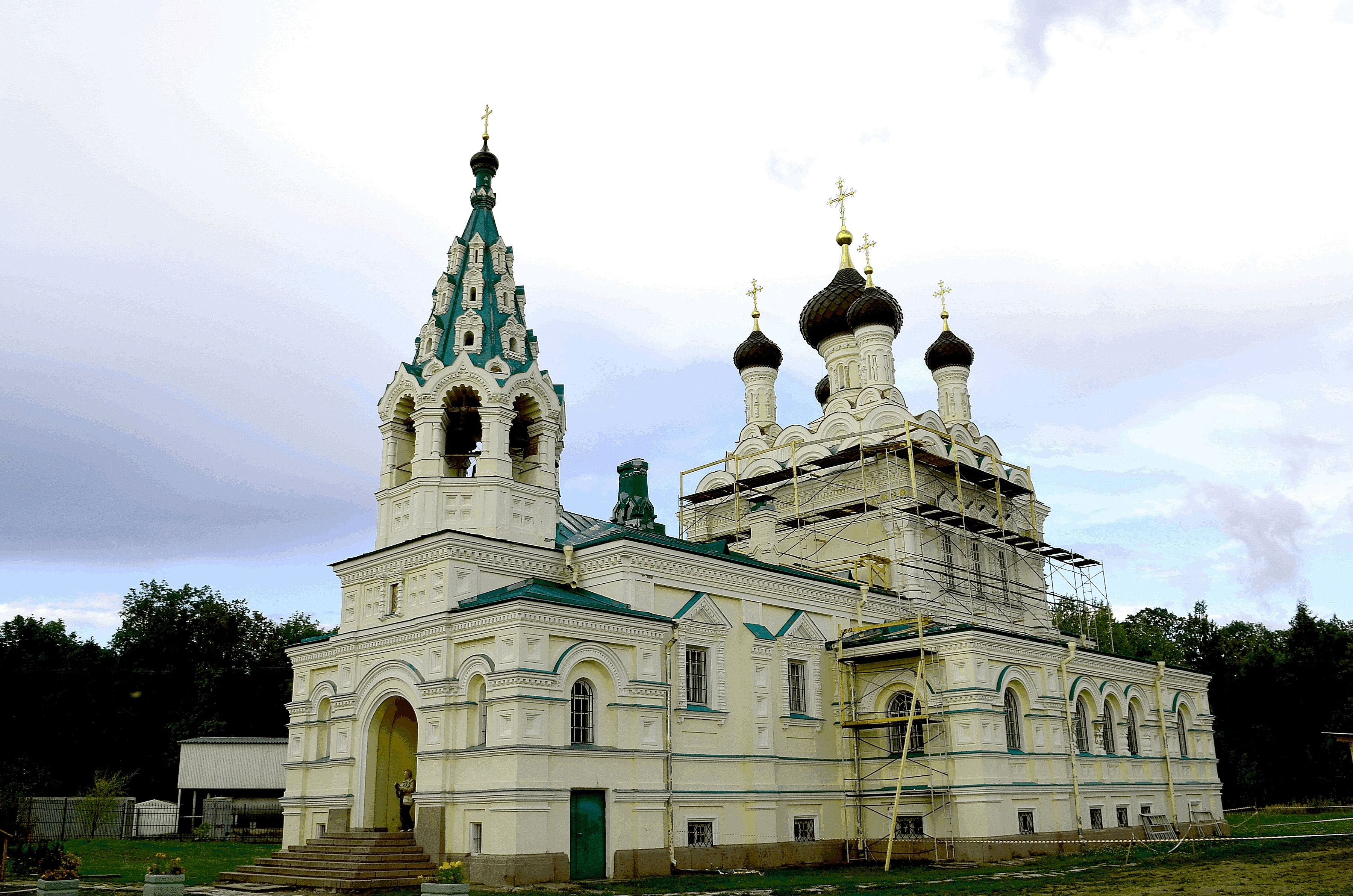
Церковь Святой Троицы бывшей усадьбы Штиглица Краморская
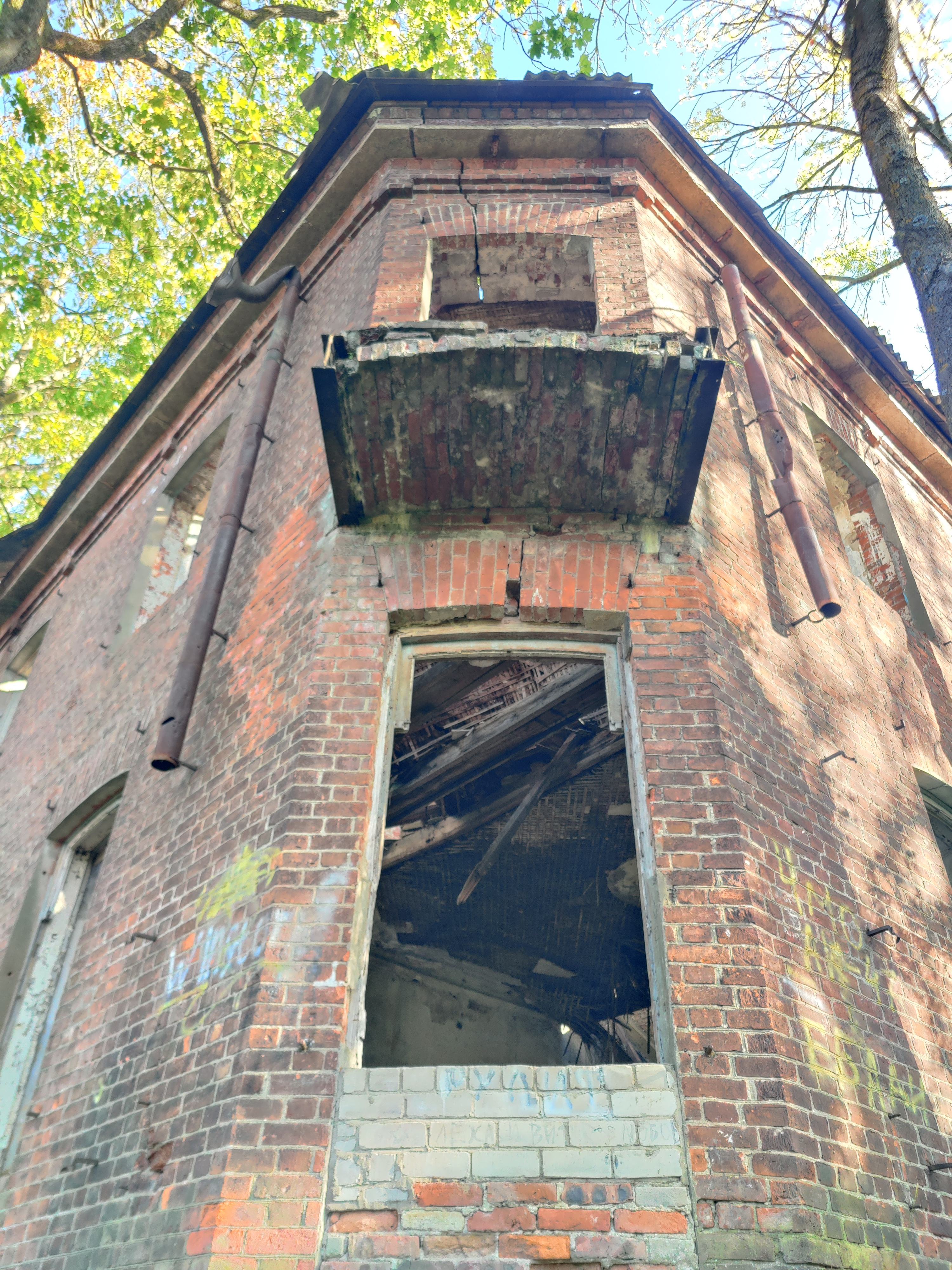
Руины служебного здания бывшей усадьбы Штиглица Краморская
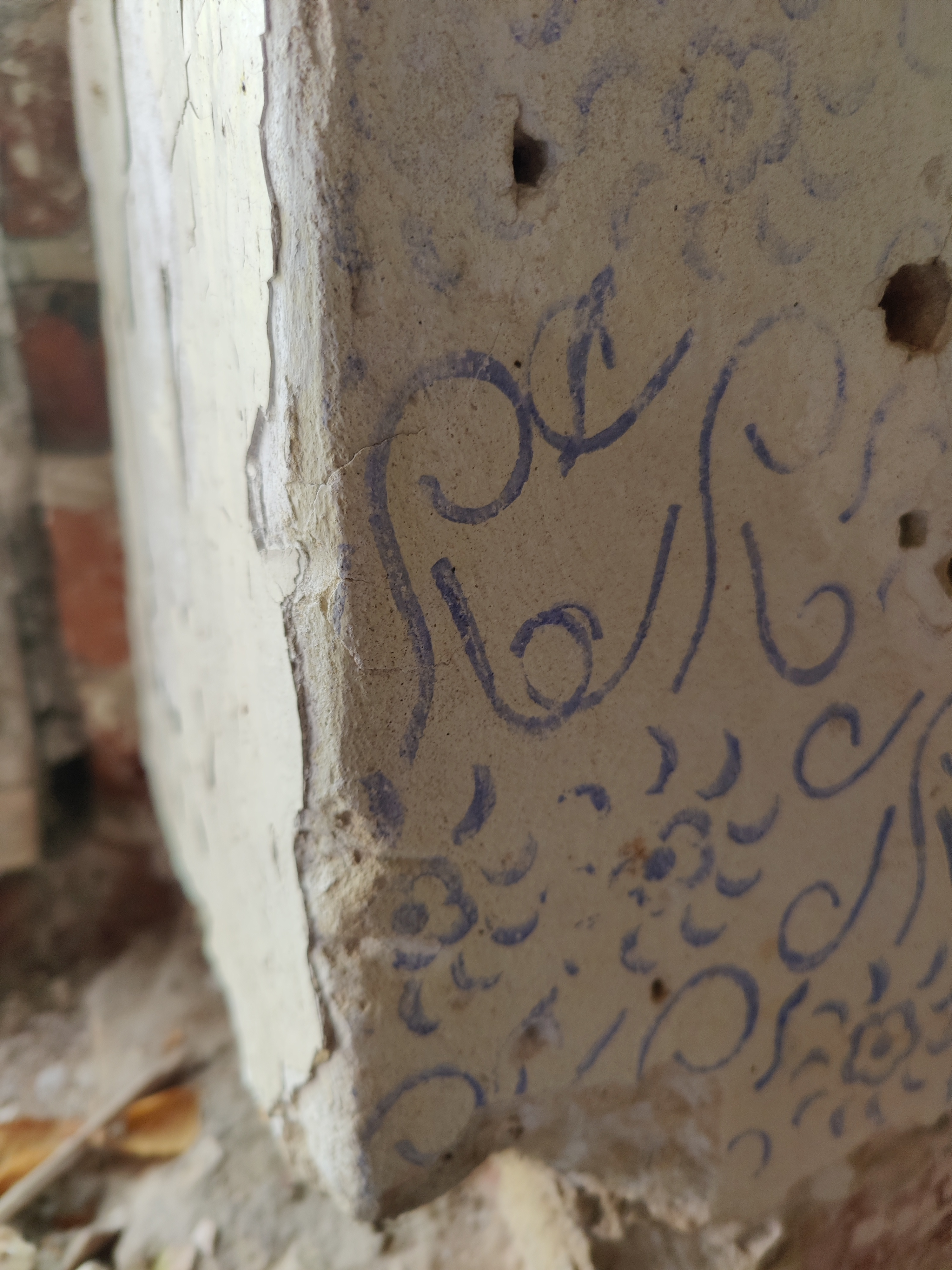
Остатки росписи на стенах служебного здания усадьбы Штиглица
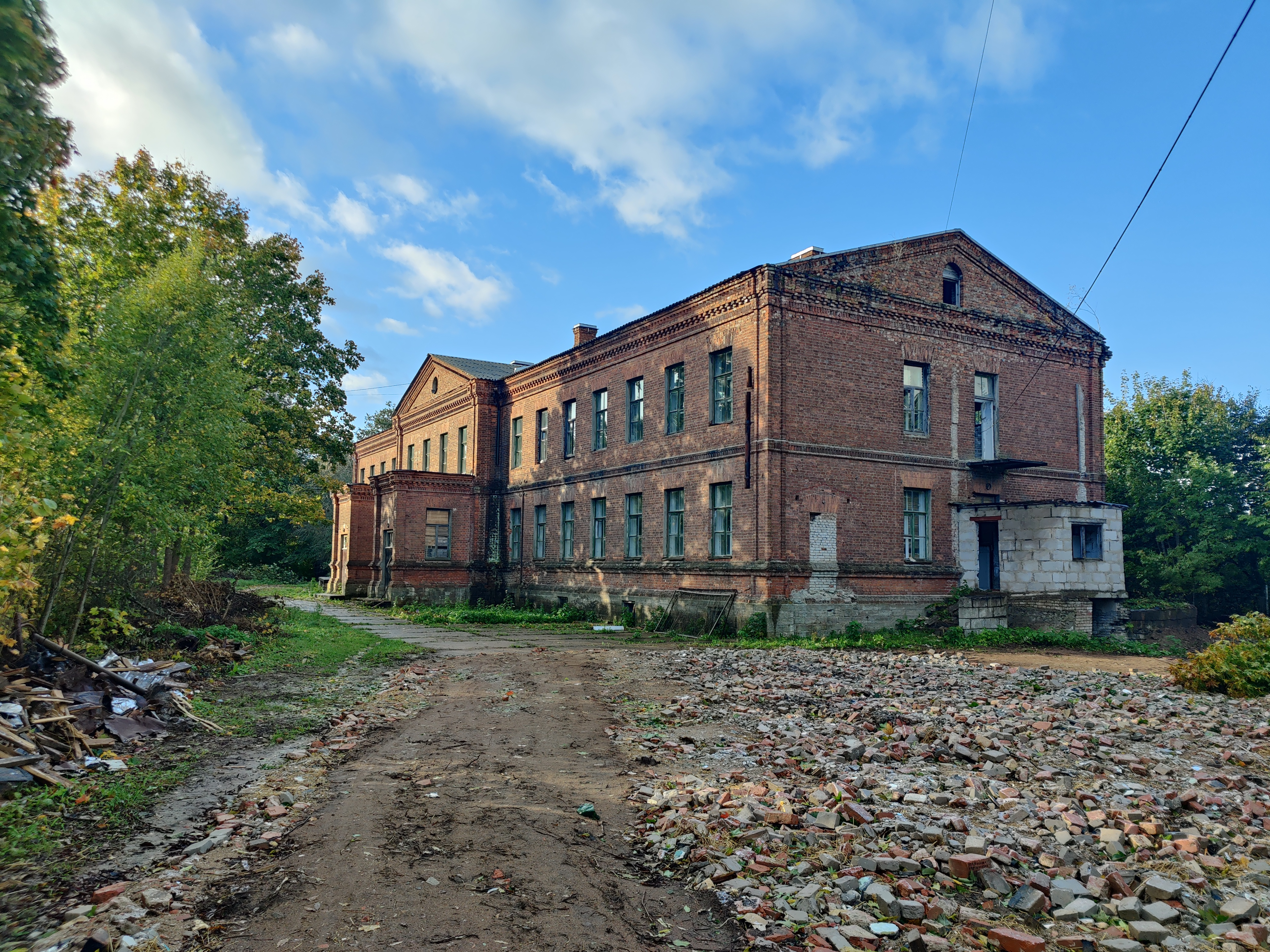
Суконная 8